# Müzeyyen Senar
Müzeyyen Senar (16 de julio de 1918 – 8 de febrero de 2015) fue una intérprete de música clásica turca, conocida como la "Diva de la República".

## Biografía
Müzeyyen Dombayoğlu nació en 1918 en el pueblo de Gököz, distrito de Keles, Provincia de Bursa, en el entonces Imperio Otomano. Tuvo dos hermanos mayores, Ismet e Hilmi. Su madre Zehra solía cantarle a Senar para dormirla. A la edad de cinco años, desarrolló un tartamudeo después de regresar de una ceremonia de boda, tal vez, resultado del temor, como después lo recordó. Su trastorno del habla se prolongó hasta la edad adulta, aunque no afectó su voz de canto.
De acuerdo a varios reclamos por parte de los medios de Turquía, ella fue adoptada por la familia Dombayoğlu. Ella supuestamente nació en un pueblo georgiano llamado Hilmiye en Inegöl de padres de etnia georgiana. Su nombre de nacimiento fue Zeliha Eren y sus padres eran Fatma y Reşit, quienes emigraron desde Batumi a Inegöl.

## Carrera
Senar comenzó su carrera musical en 1931, entrando en la Anadolu Musiki Cemiyeti ("Asociación Musical de Anatolia") en Üsküdar, donde fue educada por el virtuoso kemenche Kemal Niyazi Seyhun y el intérprete de oud Hayriye. Después de comenzar a presentarse en Radio Estambul de la TRT, llegó a ser bien conocida. En 1933 debutó en el escenario durante un programa de talentos de verano en uno de los más importantes salones de música de Estambul. Continuó sus presentaciones en otros prestigiosos salones de música. También en 1933, a los 15 años de edad, cantó su primera canción en disco de 78 revoluciones de His Master's Voice. Continuó realizando grabaciones y, posteriormente, se unió al sello discográfico Odeón y otros. Su canto fue también muy admirado por el fundador de la República turca, Mustafa Kemal Atatürk (1881-1938). En varias ocasiones dio conciertos especiales en su audiencia.
Después de una oferta de Mesut Cemil en 1938, viajó a Ankara a presentarse en la recién creada estación de radio local propiedad del estado. En 1941 regresó a Estambul para dar conciertos en varios conocidos clubes nocturnos. En 1947, realizó su primer concierto en el extranjero, en París, Francia en Lido. Con su voz y su estilo, abrió una nueva era a la música turca clásica. Se retiró del canto en 1983, apareciendo en su último show en un popular music hall en Bebek, en Estambul.
En la década de 1940 desempeñó el papel principal en la película Kerem ile Aslı. En la década de 1960 apareció en las películas Ana Yüreği y Sevgili Hocam. Su película, Analar Ölmez de 1976 es autobiográfica. Ella dobló a la cantante egipcia Umm Kulzum en las canciones de películas árabe importadas con canciones compuestas especialmente para el mercado turco.

## Muerte
El 26 de septiembre de 2006 se informó que sufrió un infarto cerebral en su casa de Izmir, que le paralizó el lado izquierdo. En febrero de 2008 se informó que había perdido su voz. A partir de 2013, se fue a vivir con su hija, Feraye Işıl, en Bodrum. Senar murió el 8 de febrero de 2015, a la edad de 96 años. Ella había sido hospitalizada con neumonía en el Hospital Ege University en Izmir. El 10 de febrero, fue sepultada en el Cementerio de Zincirlikuyu, tras el servicio religioso celebrado en la Mezquita Bebek de Estambul.